# سترماتس (پریبوی)
سترماتس (به صربی: Strmac) یک منطقهٔ مسکونی در صربستان است که در پریبوی واقع شده‌است. سترماتس ۱۸۱ نفر جمعیت دارد.